# Sysonby
Sysonby (1902-1906) est un cheval de course américain, cheval de l'année en 1905 et membre du Hall of Fame des courses américaines.

## Carrière
L'industriel Marcus Daly avait arrangé depuis le Montana le croisement qui devait donner naissance à Sysonby : sa jument Optime, basée en Angleterre, devait rencontrer l'étalon Melton. Mais "le roi du cuivre" mourut en 1900. En 1901, son élevage est dispersé lors d'une vente organisée au Madison Square Garden de New York et 185 chevaux trouvent preneurs pour $ 405 525. Parmi eux, Optime, acquise pour $ 6 600 par le financier James R. Keene, qui rencontre effectivement Melton et voyage, pleine, jusqu'au haras de Keene, Castleton Stud, dans le Kentucky. Sysonby nait en 1902 et rejoint les effectifs de James R. Growe, l'un des meilleurs entraîneurs de l'époque, qui sera quelques années plus tard celui de Colin. Mais le poulain est petit, apparemment lent, et d'un modèle peu engageant, si bien que son propriétaire se décide à l'expédier en Angleterre pour le vendre. Mais au moment de s'embarquer James R. Growe passe une couverture sur le poulain et convainc Greene qu'il est trop malade pour voyager. En réalité, Growe a vu Sysonby en action et a décelé son potentiel : le poulain ne ressemble à rien, mais il galope très vite.
Sysonby débute en juillet 1902, à une époque où il n'est pas rare de courir à deux jours d'intervalle. Et il empile les victoires, souvent avec des marges confortables sur ses adversaires, et peu importe la distance. De 1 100 mètres à 3 600 mètres, personne ne lui résiste, même s'il doit partager la victoire avec Race King dans le Metropolitan Mile. Il s'adjuge entre autres les Tidel Stakes et le Brighton Derby devant Agile, le lauréat du Kentucky Derby 1905, les Lawrence Realization Stakes aux dépens de la pouliche Tanya, qui avait battu les mâles dans les Belmont Stakes, ou encore les Century Stakes face au champion et futur Hall of Famer Broomstick. Sysonby était invincible à son époque, il avait dominé tous les champions du pays en prenant tête et corde et en portant parfois 15 kilos de plus que ses adversaires. Et pourtant il a perdu une course à 2 ans, les importants Futurity Stakes, apanage de la championne et futur Hall of Famer Artful. Ce jour-là le poulain fut nettement et inexplicablement battu. James Growe enquêta et finit par découvrir la vérité : l'un de ses garçons d'écurie avoua avoir drogué le crack contre une grosse somme d'argent.    
Sysonby tomba malade au printemps 1906, alors qu'il était toujours à l'entraînement. Mais ce qui commença comme une maladie de peau s'avéra être une forme de variole animale et le champion mourut de scepticémie le 17 juin 1906. L'autopsie révéla qu'il possédait des poumons surdimensionnés, expliquant pour une part ses performances hors normes. Son squelette fut légué au Musée américain d'histoire naturelle de New York, avant de rejoindre le Musée du cheval de Lexington, Kentucky. Sysonby fut admis au Hall of Fame des courses américaines lors de la deuxième élection, en 1956, et sur la liste des 100 meilleurs chevaux de sport hippique américain du XXe siècle établie en 1999 par le magazine The Blood-Horse, il occupe 30e rang.    

### Résumé de carrière
| Date         | Hippodrome     | Pays        | Course                      | Distance    | Jockey         | Place       | Écart       | Vainqueur ou deuxième |
| 1904, 2 ans  | 1904, 2 ans    | 1904, 2 ans | 1904, 2 ans                 | 1904, 2 ans | 1904, 2 ans    | 1904, 2 ans | 1904, 2 ans | 1904, 2 ans           |
| ------------ | -------------- | ----------- | --------------------------- | ----------- | -------------- | ----------- | ----------- | --------------------- |
| 14 juillet   | Brighton Beach | États-Unis  | Maiden Special              | 1 100 m     | Jack Martin    | 1er / 11    | 6           | Linda Lee             |
| 16 juillet   | Brighton Beach | États-Unis  | Brighton Junior Stakes      | 1 200 m     | Jack Martin    | 1er / 7     | 4           | Jouquil               |
| 1er août     | Saratoga       | États-Unis  | Flash Stakes                | 1 100 m     | Arthur Redfern | 1er / 4     | 6           | Augur                 |
| 6 août       | Saratoga       | États-Unis  | Saratoga Special            | 1 100 m     | Arthur Redfern | 1er / 3     | 6           | Hot Shot              |
| 27 août      | Sheepshead Bay | États-Unis  | Futurity Stakes             | 1 200 m     | Arthur Redfern | 3e / 16     | 5           | Artful                |
| 19 septembre | Gravesend      | États-Unis  | Junior Champion Stakes      | 1 200 m     | Arthur Redfern | 1er / 5     | 3           | Wild Mint             |
| 1905, 3 ans  |                |             |                             |             |                |             |             |                       |
| 5 mai        | Belmont Park   | États-Unis  | Metropolitan Mile           | 1 600 m     | Willie Shaw    | 1er / 12    | dead-heat   | Race King             |
| 17 juin      | Sheepshead Bay | États-Unis  | Tidal Stakes                | 2 000 m     | David Nicole   | 1er / 4     | 5           | Agile                 |
| 1er juillet  | Sheepshead Bay | États-Unis  | Commonwealth Handicap       | 2 000 m     | David Nicole   | 1er / 6     | 4           | Proper                |
| 4 juillet    | Sheepshead Bay | États-Unis  | Lawrence Realization Stakes | 2 600 m     | David Nicole   | 1er / 4     | 5           | Tanya                 |
| 20 juillet   | Brighton Beach | États-Unis  | Iroquois Stakes             | 2 000 m     | Jack Martin    | 1er / 3     | 1 ½         | Migraine              |
| 29 juillet   | Brighton Beach | États-Unis  | Brighton Derby              | 2 400 m     | David Nicole   | 1er / 3     | 5           | Agile                 |
| 12 août      | Saratoga       | États-Unis  | Great Republic Stakes       | 2 000 m     | David Nicole   | 1er / 5     | 3           | Oiseau                |
| 2 septembre  | Sheepshead Bay | États-Unis  | Century Stakes              | 2 000 m     | David Nicole   | 1er / 4     | 2           | Broomstick            |
| 9 septembre  | Sheepshead Bay | États-Unis  | Annual Champion Stakes      | 3 600 m     | David Nicole   | 1er / 3     | 4           | Oiseau                |

## Origines
Sysonby, bien que né aux États-Unis, est donc un produit de l'élevage anglais, fils du Derby-winner Melton, vainqueur également du Middle Park Plate, du St. Leger et de la July Cup. Sa mère, Optime, ne courut pas et Sysonby fut son seul produit de valeur. 

### Pedigree
| Origines de Sysonby (USA), mâle bai né en 1902 | Origines de Sysonby (USA), mâle bai né en 1902 | Origines de Sysonby (USA), mâle bai né en 1902 | Origines de Sysonby (USA), mâle bai né en 1902 |
| ---------------------------------------------- | ---------------------------------------------- | ---------------------------------------------- | ---------------------------------------------- |
| Père Melton 1882                               | Master Kildare 1875                            | Lord Ronald                                    | Stockwell                                      |
| Père Melton 1882                               | Master Kildare 1875                            | Lord Ronald                                    | Edith                                          |
| Père Melton 1882                               | Master Kildare 1875                            | Silk                                           | Plum Pudding                                   |
| Père Melton 1882                               | Master Kildare 1875                            | Silk                                           | Judy Go                                        |
| Père Melton 1882                               | Violet Melrose 1875                            | Scottish Chief                                 | Lord of The Isles                              |
| Père Melton 1882                               | Violet Melrose 1875                            | Scottish Chief                                 | Miss Ann                                       |
| Père Melton 1882                               | Violet Melrose 1875                            | Violet                                         | Thormanby                                      |
| Père Melton 1882                               | Violet Melrose 1875                            | Violet                                         | Woodbine                                       |
| Mère Optime 1896                               | Orme 1889                                      | Ormonde                                        | Bend Or                                        |
| Mère Optime 1896                               | Orme 1889                                      | Ormonde                                        | Lily Agnes                                     |
| Mère Optime 1896                               | Orme 1889                                      | Angelica                                       | Galopin                                        |
| Mère Optime 1896                               | Orme 1889                                      | Angelica                                       | St. Angela                                     |
| Mère Optime 1896                               | (X) 1882                                       | Speculum                                       | Vedette                                        |
| Mère Optime 1896                               | (X) 1882                                       | Speculum                                       | Doralice                                       |
| Mère Optime 1896                               | (X) 1882                                       | Nydia                                          | Orest                                          |
| Mère Optime 1896                               | (X) 1882                                       | Nydia                                          | Adelaide (Famille 9-h)                         |